# Mesocyclops pehpeiensis
Mesocyclops pehpeiensis – gatunek widłonoga z rodziny Cyclopidae. Opisał go w 1943 roku zoolog Hu J.T. na podstawie okazów z Pehpei w chińskiej prowincji Syczuan. Oprócz Chin gatunek stwierdzono także na Półwyspie Koreańskim, w Japonii, Azji Środkowej, Indochinach i Indiach. Introdukowany w Meksyku i USA.